# Libration
Inom astronomi betecknar libration (från det latinska verbet librare "att balansera, att svaja") en upplevd oscillerande rörelse hos roterande kroppar i förhållande till varandra. Speciellt månens rörelser i förhållande till jorden och trojanska asteroiders rörelser i förhållande till planeter.

## Månens libration

Simulerade bilder på månen över en månad. Bilderna visar librationen i latitud och longitud.

På grund av variationer i månens omloppsbana går mer än 50 procent av månens yta att iaktta från jorden över tiden. Detta trots att månens framsida är bunden (eng. tidal locking) till att alltid vara vänd mot jorden. I förlängningen kan libration även användas till att beskriva samma fenomen för andra himlakroppar som befinner sig i kretsbana och som vanligtvis (eng. nominally) är bundna till att visa samma sida. Då banorna upprepas syns librationen som en långsam gungning fram och tillbaka (eller upp och ner) av den sida av kroppen som befinner sig i bana, och som är vänd mot den större kroppen. 
I det speciella fallet gällande månens libration tillåter denna rörelse att observatörer på jorden kan se något skiftande halvor av månens yta vid olika tidpunkter. Detta innebär att totalt 59 procent av månens yta kan observeras från jorden. 
Det finns tre typer av libration:
- Libration i longitud är en konsekvens av att månens bana runt jorden är något excentrisk. Detta leder till att månens rotation ibland leder och ibland sackar efter i dess kretsbaneposition.
- Libration i latitud är en konsekvens av att månens rotationsaxel är något lutande mot normalplanet av dess bana runt jorden. Dess ursprung är motsvarande det sätt som årstiderna uppträder på grund av jordens rotation runt solen.
- Daglig libration (eng. Diurnal libration) är den lilla dagliga vibration som uppstår på grund av jordens rotation. Libration för en observatör först till den ena, och därefter till den andra sidan av den raka linje vilken förbinder jordens mitt med månens mitt. Fenomenet möjliggör för en observatör att först se runt den ena sidan av månen och därefter runt den andra.

## Trojaners libration
1772 visade Joseph-Louis Lagranges analyser att små kroppar kan dela samma bana som en planet om de håller sig nära de två Lagrangepunkter som ligger 60° före (L4) eller efter (L5) planeten i banan. Sådana trojanska asteroider har hittats i jordens, Mars, Jupiters, Uranus och Neptunus banor. För jordens del rör det sig om en enda (2010 TK7) medan det i jupiters fall anses kunna finnas lika många trojaner som det finns i asteroidbältet. Trojanerna librerar kring Lagrangepunkten i avlånga "grodyngelbanor".